# あなたの心に
「あなたの心に」（あなたのこころに）は、1969年9月1日に発売された中山千夏のデビュー・シングル。

## 解説
- 作詞は中山自身、作曲は都倉俊一による。都倉にとって作曲家としてのデビュー曲となった[1]。
- 都倉は、本作の印税で「真っ赤なフェアレディZ」を買ったエピソードが、阿久悠の著作『夢を喰った男たち』に載っている。
- 吉田拓郎はアマチュア期の広島フォーク村時代のコンサートレパートリーに、本曲の替え歌を演ることがあったという[2]。
- リリースされて1ヶ月程で、オリコンチャートトップ10にランクインし、累計40万枚を超す売り上げを記録した。公称売上は80万枚[3]。

## 収録曲
- 両楽曲共に、作詞：中山千夏 / 作曲：都倉俊一

1. あなたの心に（3分01秒）
編曲：大柿隆
2. Zen Zenブルース（3分13秒）
編曲：佐藤允彦

## 収録アルバム
- 『中山千夏 ゴールデン☆ベスト〜あなたの心に〜』(2011年 / VICL-63704）

## 挿入歌・主題歌として
映画
- 嫌われ松子の一生（2006年、中島哲也監督）- 挿入歌
- ツユクサ（2022年、平山秀幸監督）- 主題歌

## カバー
あなたの心に
- 1970年、木村好夫と宮沢昭がアルバム『ギター／フルート歌謡ベスト20曲』に収録（インストゥルメンタル）。
- 1973年、藍美代子がアルバム『わたしの四季』に収録。
- 1973年、山本リンダがアルバム『山本リンダ／都倉俊一を歌う』に収録。
- 1990年、ダ・カーポがアルバム『Folk Songファンタジー 青春のおくりもの』に収録。
- 1994年、相馬裕子がシングル「恋なんてしたくない」のカップリングに収録。
- 2001年、辛島美登里がアルバム『Eternal-One』に収録。
- 2002年、メロン記念日と石井リカがアルバム『FOLK SONGS 2』に収録。
- 2002年、林原めぐみがテレビアニメ『アベノ橋魔法☆商店街』のエンディングテーマとしてカバーし、29枚目のシングル「Treat or Goblins」のカップリングに収録。鷺巣詩郎が編曲を手掛け、クレジットは「編曲」ではなく「再現」と表記される。
- 2003年、岩崎宏美がシングルとしてカバーしている（後述）。
- 2005年、石川ひとみがアルバム『With みんなの一五一会〜フォークソング編』に収録。

Zen Zenブルース
- 2002年、渚ようこがカバー。

### 岩崎宏美のシングル

#### 解説
- 1969年にリリースされた中山千夏の「あなたの心に」をカバーしたものである。
- オリコンではチャートインしなかったが、この曲をアルバム・バージョンで収録したカバー・アルバム『Dear Friends』は3万枚を超すヒットとなった。

#### みんなのうた「笑顔」
- 「笑顔」はNHK『みんなのうた』にて2003年4月から5月にかけて放送された[4]。
- 作詞作曲の永田雅紹は静岡県在住のシンガーソングライター。20台半ばで病気により失明した永田が、失意の中でも記憶にある母親の笑顔に支えられた経験をもとに作詞した。この楽曲をプロモーションする為、永田が各所にデモテープを送ったところ「みんなのうた」の担当プロデューサーの耳にとまり、紆余曲折を経て4年間かけて放送開始に至った。なお、当初永田は本人歌唱での音源化を希望していたが、結果的に他アーティストへの楽曲提供の形となった。
- 映像監督を新海誠が担当した[4]。放送された2分30秒の映像はマルチアングルバージョン、制作メイキングや岩崎宏美のインタビューを含む特典映像も併録したDVDシングルとして2003年7月に発売された[5]。新海は映像化に際して、楽曲のテーマを『失望した作者と、母親』ではなく特定されない2者の普遍的な関係性ととらえ、映像にはハムスターと若い女性の飼い主を登場させたと、映像制作時の寄稿文にて述べた[6]。
- 『みんなのうた』では視聴者からの反響が高かった楽曲の一つで、初回から3年後の2006年に初めて再放送、以降も数年置きに再放送が行われている。2018年8月 - 9月の再放送では新海誠の娘・新津ちせが所属していたFoorinの『パプリカ』も『みんなのうた』で紹介され、親子出演となった。
- 2022年2月27日には本楽曲を特集した「そして『みんなのうた』は生まれた2　～笑顔～」をNHKEテレで放送。岩崎宏美と新海誠がVTR出演し、楽曲の制作裏話を語った。
- 「笑顔」は本シングルおよび翌2004年発売の「HIROMI IWASAKI 30TH ANNIVERSARY BOX」に収録されたのみで、シングルの製造終了後長らく入手不可の状態が続いたが、2016年になってコンピレーション『NHKみんなのうた 55 アニバーサリー・ベスト』に収録された。

#### 収録曲
- 全編曲：西脇辰弥

1. あなたの心に
作詞：中山千夏 / 作曲：都倉俊一
2. 笑顔
作詞・作曲：永田雅紹
3. あなたの心に（オリジナル・カラオケ）
4. 笑顔（オリジナル・カラオケ）